# السياسة المالية في عهد الملك عبد العزيز
في بدايات الدولة السعودية حرص عبد العزيز آل سعود على تنظيم الحكم في الدولة ومنها أعلن بلاغ مكة المكرمة الذي حدد فيه ملامح سياسة الدولة، ولم تمض فترة طويلة حتى سعى الملك عبد العزيز إلي التطوير في الكثير من الأنظمة المالية.

## بداية التقسم والتنظيم
أنشأ الدوائر الحكومية والتي كانت تشمل الأجهزة الاستشارية والتنظيمية وآخرى تنفيذية. والتي كنت على النحو التالي:
- الأجهزة الاستشارية والتنظيمية وتشمل كلا من مجلس الشورى ومجلس الوكلاء والتي تتلخص مهمها في دراسة وقرار التنظيمات الإدارية والمالية للدولة.
- الأجهزة التنفيذية والتي تعمل على تطبيق السياسة العامة للدولة.

ومن أوائل الأجهزة الإدارية التي استحدثت لأهميتها في تلبية الحاجة الاجتماعية والاقتصادية لبلاده: 
1. مديرية المعارف
2. مديرية التشريع والقضاء
3. مديرية الداخلية
4. مديرية الخارجية
5. مديرية المالية

وظهر تطور مضطرد في تطور وظائف الدولة حيث تحولت إلى وكالات ثم وزارات وكل وزارة تأسس لها تنظيم مناسب لاداء عملها وقف ما يطمح له الملك عبد العزيز.

## تطور وزارة المالية

### التنظيم الادارى
يشمل التنظيم الإداري الأقاليم: نجد والحجاز وعسير والاحساء التي كانت مرتبطاً ادارياً بأمير المنطقة والذي يتسمد صلاحياته من عبد العزيز آل سعود ويحكم لمنطقة باسمة من خلال الأجهزة الادارية المبتدئة، وهنا يقتصر الحديث عن الأجهزة الحكومية التي لها علاقة في مسار تطور وزارة المالية:
مجلس الشورى ومجلس الوكلاء:
عندما دخل الملك عبد العزيز الحجاز كان أول عمل قام به إنشاء لجنة من أهالي البلاد وأصبحت هذه اللجنة نواة لمجلس الشورى، وصدر نظام هذا المجلس في (13) مادة أساسية ومنها نوعية الأعمال التي يؤديها المجلس والاعمال التي تعرض من قبل الحكومة.
```
مديرية المالية ووكالة المالية: 
```

حرص الملك عبد العزيز على السعى وراء توحيد الإجراءات السياسية والإدارية في جميع الدوائر الحكومية وفي النواحي المالية تمثلت بالبداية في توحيد مراكز الجباية (الصناديق) وإدارة البرق والبريد في مكة وجدة مع مديرية المالية بمكة ومن ثم توحيدها مع بقية المناطق في المملكة إلى ان توحدت التنظيمات الإدارية للأمور المالية بإنشاء مديرية المالية، وكان من أهم إنجازاتها صدور نظام النقد المسمى بالنقد العربي.
وزارة المالية وكلت لوزارة المالية عدت مهام وأصدرت عدة أنظمة لتقوم بما انيطت به على اكمل وجه، ومن هذه الأنظمة التشكيل الإداري الذي يتكون من أربع مديريات هي: الشؤون الإدارية، المحاسبة العمومية، مفتشية الماليات، الصندوق العمومي، واستمرت الوزارة في مواكبة التطور حتى صدور المرسوم الملكي في 6 / 1/ 1374هـ الذي بمجوبة تم دمج وزارة الاقتصاد مع وزارة المالية لتسمى (وزارة المالية والاقتصاد الوطني) وعين الشيخ محمد سرور الصبان وزيراً لها. 

### التنظيم المالي
من خلال الإجراءات الإدارية المنظمة والتي سلكت المملكة مسلكاً إسلامياً فيها ظهرت وجود تنظيم إداري للشؤون المالية للدولة والذي شهد تطوراً كبيراً في الاجهزه التابعة له، شملت المملكة كدولة اسلامة نظاماً حكيملً متكاملاً يتكون عنصرين اساسين (الإيرادات – النفقات)

## نظام الإيرادات
قسمت إيرادات الدولة إلي قسمين هما:
1. الموارد الدورية: وتشمل (الزكاة – الخراج والجزية – عشور التجار والرسوم)
2. الموارد غير الدورية: وهي التي تقوم الدولة بجباتها مقابل الخدمات العامة أو منافع فردية

## نظام النفقات
وهو المقصود به المبالغ النقدية المعتمدة من قبل المؤسسات العامة للدولة بغرض تحقيق منفعة اجتماعية عامة ويمكن تقسيمة إلي ثلاثة مفاهيم أساسية: 
1. الصفة النقدية للنفقات العامة
2. صدور النفقة من الدولة
3. المنفعة العامة (إشباع الحاجة)